# Alçıtepe, Eceabat
Alçıtepe là một xã thuộc huyện Eceabat, tỉnh Çanakkale, Thổ Nhĩ Kỳ. Dân số thời điểm năm 2011 là 510 người.